# Brännås
Brännås (av SCB skrivet Brännäs) är en  ort i Bjuråkers socken i Hudiksvalls kommun.
Byn ligger utmed vattendraget Svågan i de nordvästra delarna av Hudiksvalls kommun. SCB har sedan 1990 avgränsat bebyggelsen till en småort, som dock var avregistrerad 2015 då folkmängden inom området minskat, och blev det åter 2023.

## Historia
Byns historia går tillbaka till år 1765, då de första sockentorpen anlades. Byn fick en snabb utveckling. 
Omkring sekelskiftet 1800 hade antalet gårdar ökat till 12. Många äldre gårdar finns ännu kvar, Nilsas och Karlstorpet är två sådana.

### Befolkningsutveckling
| Befolkningsutvecklingen i Brännås 1960–2010                                                             | Befolkningsutvecklingen i Brännås 1960–2010 | Befolkningsutvecklingen i Brännås 1960–2010 | Befolkningsutvecklingen i Brännås 1960–2010 | Befolkningsutvecklingen i Brännås 1960–2010 |
| --- | ------------------------------------------- | ------------------------------------------- | ------------------------------------------- | ------------------------------------------- |
| |                                             |                                             |                                             |                                             |
| År |                                             |                                             | Folkmängd                                   | Areal (ha)                                  |
| 1960 | 1960                                        |                                             | 154                                         | ¤                                           |
| 1990 | 1990                                        |                                             | 94                                          | 23#                                         |
| 1995 | 1995                                        |                                             | 85                                          | 24#                                         |
| 2000 | 2000                                        |                                             | 74                                          | 24#                                         |
| 2005 | 2005                                        |                                             | 65                                          | 24#                                         |
| 2010 | 2010                                        |                                             | 56                                          | 24#                                         |
| Anm.: 1990-2010 som Brännäs. Ej småort 2015. ¤ Som tätortsbebyggelse med 150-199 invånare # Som småort. |                                             |                                             |                                             |                                             |

## Brännåssågen
Sågen, även kallad "Spöksågen" i folkmun, är en enramig vattensåg vid Brännås som byggdes år 1879. Sågen stod ursprungligen på torpet Lassas ägor vid Sågbäcken, men när vattenflödet blev sämre flyttades sågen något längre nedströms till den nuvarande platsen. Sågen var i drift till 1930-talets början och användes av brännåsborna för husbehovssågningen. Intill sågen finns rester efter en kvarn. På den ursprungliga platsen vid Sågbacken stod även ett linberedningsverk.

## Sägen
En speleman från Brännås som gått till eftervärlden enbart p.g.a sina trollkonster och nära förbund med näcken är Per Hellberg "Jubben" (1876 till 1954), en levnadskonstnär. Han gav sig vid ett tillfälle av till Tvärforsen (numer kraftstation utanför byn Brändbo) för att ta lärdom av näcken, som alla andra kända storspelemän gjort före honom. Framme vid tvärforsen då han väntade på näcken fick han se en skidåkare komma åkande utför den vilda forsen. Han kände igen skidåkaren som var en mycket hatad skogvaktare. I forsen slog denne huvudet mot en sten och "Jubben" sade "Nu tog fan dig allt" och sedan började han skratta som sedan gick över i hysteri. Så det slutade med att han inte kunde sluta skratta på tre dar och man var tvungen att binda fast honom. Skogvaktaren var den som han skulle ha träffat, det vill säga näcken.